# Северный полярный круг
Се́верный поля́рный круг — один из двух полярных кругов и самая северная из пяти выделенных параллелей, отмечаемых на географических картах; самая северная широта среди тех, на которых центр солнечного диска в полдень виден в декабрьское солнцестояние, и в то же время самая южная широта среди тех, в которых центр солнечного диска в полночь виден в июньское солнцестояние, и севернее которой бывают полярные дни и ночи.
Северный полярный круг находится на 66°33′44″ (66,5622°) к северу от экватора. Область к северу от Северного полярного круга называется Арктикой, в России — также Заполярьем, к югу от него находится северный пояс умеренного климата. Аналогичная параллель в Южном полушарии называется Южный полярный круг, а область южнее неё называется Антарктикой. Длина полярного круга 15 948 км.
Положение полярного круга не является фиксированным. Его широта зависит от наклона оси вращения Земли, который колеблется в пределах более 2° в течение 41 тысячи лет из-за приливных сил. В настоящее время Северный полярный круг дрейфует на север со скоростью около 15 метров (49 футов) в год.
Северный полярный круг проходит ровно посередине широтного пояса, в котором бывает полярный день, но не бывает полярной ночи.
В связи с суровостью климата Арктики лишь небольшое количество людей живёт за полярным кругом. Крупнейшими городами за Северным полярным кругом являются Мурманск, Норильск, Тромсё, Воркута, Апатиты и Североморск. Город Салехард расположен непосредственно на Северном полярном круге.
В Арктике Солнце находится над горизонтом в течение 24 непрерывных часов по крайней мере один раз в год (и, следовательно, видно в полночь) и пребывает ниже горизонта в течение 24 непрерывных часов по крайней мере один раз в год (и, следовательно, не видно в полдень).

## Этимология
Слово Арктика происходит от древнегреческого слова ἀρκτικός (arktikos: «рядом с Медведицей, северный») и от слова ἄρκτος (Арктос, «медведь»).

## Полночное солнце и полярная ночь
Полярный круг — самая южная широта в Северном полушарии, в которой центр Солнца может оставаться над или под горизонтом непрерывно в течение 24 часов; в результате по крайней мере один раз в год в любом месте за полярным кругом солнце видно в местную полночь и по крайней мере один раз в год не видно в полдень.
Непосредственно на полярном круге эти события происходят, в принципе, ровно раз в год: в день июньского и декабрьского солнцестояний соответственно. Однако из-за атмосферной рефракции и миражей, а также из-за того, что солнце выглядит как диск, а не как точка, часть полуночного солнца можно увидеть в ночь северного летнего солнцестояния примерно до 50 минут (′) (90 км) к югу от полярного круга; аналогично в день северного зимнего солнцестояния часть солнца может быть видна примерно до 50' северной части полярного круга. Это верно на уровне моря; указанные пределы увеличиваются с возвышением над уровнем моря (правда, в горных районах часто отсутствует прямой обзор истинного горизонта).

## Проживание человека
Из-за сурового климата только четыре миллиона человек живут на территории к северу от полярного круга; тем не менее некоторые районы были на протяжении тысячелетий заселены коренными народами. Последние сегодня составляют 10 % населения региона. Около десяти тысяч лет назад волны людей мигрировали из Восточной Сибири через Берингов пролив и поселились в Северной Америке.
Самые большие общины к северу от полярного круга проживают в России и Норвегии: Мурманск (население 267 422), Норильск (174 453), Тромсё (77 992), Воркута (56 985), Апатиты (48 748) и Североморск (43 394).
Рованиеми (62 667) в Финляндии является крупнейшим поселением в непосредственной близости к полярному кругу — на расстоянии 6 километров (4 миль) к югу.
В противоположность этому в Сисимиуте (Гренландия, Датское королевство) — крупнейшем североамериканском сообществе к северу от полярного круга — проживает около 5000 человек. Из арктических общин в Канаде и Соединённых Штатах крупнейшим поселением является Уткиагвик (Аляска) с населением около 4000 человек.

## География
Длина Северного полярного круга — около 16 000 км. Площадь к северу от него составляет около 20 000 000 км² и покрывает примерно 4 % поверхности Земли.
Полярный круг проходит через Северный Ледовитый океан, Скандинавский полуостров, Северную Азию, Северную Америку и Гренландию. Территория внутри полярного круга разделена между восемью странами: Норвегией, Швецией, Финляндией, Россией, США (Аляска), Канадой (Юкон, Северо-Западные территории и Нунавут), Данией (Гренландия) и Исландией (здесь полярный круг проходит через небольшой остров Гримсей).

### Климат
Климат внутри Северного полярного круга, как правило, холодный, но прибрежные районы Норвегии имеют в целом мягкий климат в результате воздействия тёплого течения Гольфстрима, благодаря которому порты Северной Норвегии и северо-запада России являются незамерзающими. Внутри полярного круга лето может быть довольно тёплым, а зима — очень холодной. Например, летние температуры в Норильске иногда достигают +30 °C, в то время как зимние часто опускаются ниже −50 °C. Cуровость климата обусловлена, прежде всего, недостаточным количеством тепла, получаемого от Солнца полярными регионами. Главная особенность радиационного режима арктической зоны состоит в том, что в течение полярной ночи поступления солнечной радиации не происходит, в результате в течение 50—150 суток происходит непрерывное выхолаживание подстилающей поверхности. В полярных районах количество осадков мало, в то время как в субполярных, где доминируют западные ветры, — несколько выше. Испарение в Северном Ледовитом океане меньше, чем количество осадков.
В зимний период (продолжительностью более 6,5 месяца) над океаном располагается устойчивая область высокого давления (арктический антициклон), центр которой смещён относительно полюса в сторону Гренландии. На колебания температуры в Арктике оказывают влияние арктическая и тихоокеанская декадная осцилляции, с которыми связано распространение температурных аномалий вблизи Атлантического и Тихого океанов, соответственно. С начала XX века наблюдаются изменения климата в Арктике. В период 1990—2000-х годов к естественным колебаниям добавляется дополнительное внешнее воздействие, предположительно антропогенного происхождения, что даёт большую амплитуду отклонений температур от среднегодовой. Потепление ускорилось в 2000-е годы и более всего проявилось в летние месяцы. Абсолютный рекорд повышения среднегодовых температур был зафиксирован в 2007 году, затем наблюдалось небольшое понижение.

### Места вдоль полярного круга
Начиная с нулевого меридиана в направлении на восток Северный полярный круг проходит через следующие географические объекты:
| \| Координаты \| Страна, территория или море \| Примечание \| \| ------------------------------ \| --------------------------- \| ------------------------------------------------------------------------------------------------------------------------------------------------------------------------------------------------------------ \| \| 66°34′ с. ш. 0°00′ в. д.HGЯO \| Северный Ледовитый океан \| Норвежское море \| \| 66°34′ с. ш. 12°48′ в. д.HGЯO \| Норвегия \| Нурланн \| \| 66°34′ с. ш. 15°31′ в. д.HGЯO \| Швеция \| Норрботтен (провинции Лаппланд и Норрботтен) \| \| 66°34′ с. ш. 23°51′ в. д.HGЯO \| Финляндия \| Область Лапландия, пересекает аэропорт Рованиеми \| \| 66°34′ с. ш. 29°28′ в. д.HGЯO \| Россия \| Республика Карелия Мурманская область — от 66°34′ с. ш. 31°36′ в. д.HGЯO Республика Карелия — от 66°34′ с. ш. 32°37′ в. д.HGЯO Мурманская область (Остров Большой Олений) — от 66°34′ с. ш. 33°10′ в. д.HGЯO \| \| 66°34′ с. ш. 33°25′ в. д.HGЯO \| Белое море \| Кандалакшский залив \| \| 66°34′ с. ш. 34°28′ в. д.HGЯO \| Россия \| Мурманская область (Кольский полуостров) — на протяжении около 7 километров (4,3 миль) \| \| 66°34′ с. ш. 34°38′ в. д.HGЯO \| Белое море \| Кандалакшский залив \| \| 66°34′ с. ш. 35°00′ в. д.HGЯO \| Россия \| Мурманская область (Кольский полуостров) \| \| 66°34′ с. ш. 40°42′ в. д.HGЯO \| Белое море \| \| \| 66°34′ с. ш. 44°23′ в. д.HGЯO \| Россия \| Ненецкий автономный округ Республика Коми — от 66°34′ с. ш. 50°51′ в. д.HGЯO Ямало-Ненецкий автономный округ — от 66°34′ с. ш. 63°48′ в. д.HGЯO \| \| 66°34′ с. ш. 71°05′ в. д.HGЯO \| Обская губа \| \| \| 66°34′ с. ш. 72°27′ в. д.HGЯO \| Россия \| Ямало-Ненецкий автономный округ Красноярский край — от 66°34′ с. ш. 83°03′ в. д.HGЯO Республика Саха — от 66°34′ с. ш. 106°18′ в. д.HGЯO Чукотский автономный округ — от 66°34′ с. ш. 158°38′ в. д.HGЯO \| \| 66°34′ с. ш. 171°01′ з. д.HGЯO \| Северный Ледовитый океан \| Чукотское море \| \| 66°34′ с. ш. 164°38′ з. д.HGЯO \| США \| Аляска (полуостров Сьюард) \| \| 66°34′ с. ш. 163°44′ з. д.HGЯO \| Северный Ледовитый океан \| Залив Коцебу \| \| 66°34′ с. ш. 161°56′ з. д.HGЯO \| США \| Аляска — проходит через озеро Селавик \| \| 66°34′ с. ш. 141°00′ з. д.HGЯO \| Канада \| Юкон Северо-Западные территории — от 66°34′ с. ш. 133°36′ з. д.HGЯO, проходит через Большое Медвежье озеро Нунавут — от 66°34′ с. ш. 115°56′ з. д.HGЯO \| \| 66°34′ с. ш. 82°59′ з. д.HGЯO \| Канада \| Залив Фокс, Нунавут \| \| 66°34′ с. ш. 73°25′ з. д.HGЯO \| Канада \| Нунавут (остров Баффинова Земля), проходит через озеро Неттиллинг \| \| 66°30′ с. ш. 65°29′ з. д.HGЯO \| Канада \| Нунавут (остров Баффинова Земля), проходит через национальный парк Ауюиттук \| \| 66°34′ с. ш. 61°24′ з. д.HGЯO \| Атлантический океан \| Девисов пролив \| \| 66°34′ с. ш. 53°16′ з. д.HGЯO \| Гренландия (Дания) \| проходит через фьорд Кангерлуссуак \| \| 66°34′ с. ш. 37°00′ з. д.HGЯO \| Гренландия (Дания) \| проходит через Швайцерланд \| \| 66°34′ с. ш. 34°09′ з. д.HGЯO \| Атлантический океан \| Датский пролив Гренландское море — от 66°34′ с. ш. 26°18′ з. д.HGЯO \| \| 66°34′ с. ш. 18°01′ з. д.HGЯO \| Исландия \| Остров Гримсей \| \| 66°34′ с. ш. 17°59′ з. д.HGЯO \| Атлантический океан \| Гренландское море Норвежское море — от 66°34′ с. ш. 12°32′ з. д.HGЯO \| |                             | |
| Координаты | Страна, территория или море | Примечание |
| 66°34′ с. ш. 0°00′ в. д. | Северный Ледовитый океан    | Норвежское море |
| 66°34′ с. ш. 12°48′ в. д. | Норвегия                    | Нурланн |
| 66°34′ с. ш. 15°31′ в. д. | Швеция                      | Норрботтен (провинции Лаппланд и Норрботтен) |
| 66°34′ с. ш. 23°51′ в. д. | Финляндия                   | Область Лапландия, пересекает аэропорт Рованиеми |
| 66°34′ с. ш. 29°28′ в. д. | Россия                      | Республика Карелия Мурманская область — от 66°34′ с. ш. 31°36′ в. д. Республика Карелия — от 66°34′ с. ш. 32°37′ в. д. Мурманская область (Остров Большой Олений) — от 66°34′ с. ш. 33°10′ в. д. |
| 66°34′ с. ш. 33°25′ в. д. | Белое море                  | Кандалакшский залив |
| 66°34′ с. ш. 34°28′ в. д. | Россия                      | Мурманская область (Кольский полуостров) — на протяжении около 7 километров (4,3 миль) |
| 66°34′ с. ш. 34°38′ в. д. | Белое море                  | Кандалакшский залив |
| 66°34′ с. ш. 35°00′ в. д. | Россия                      | Мурманская область (Кольский полуостров) |
| 66°34′ с. ш. 40°42′ в. д. | Белое море                  | |
| 66°34′ с. ш. 44°23′ в. д. | Россия                      | Ненецкий автономный округ Республика Коми — от 66°34′ с. ш. 50°51′ в. д. Ямало-Ненецкий автономный округ — от 66°34′ с. ш. 63°48′ в. д.                                                          |
| 66°34′ с. ш. 71°05′ в. д. | Обская губа                 | |
| 66°34′ с. ш. 72°27′ в. д. | Россия                      | Ямало-Ненецкий автономный округ Красноярский край — от 66°34′ с. ш. 83°03′ в. д. Республика Саха — от 66°34′ с. ш. 106°18′ в. д. Чукотский автономный округ — от 66°34′ с. ш. 158°38′ в. д.      |
| 66°34′ с. ш. 171°01′ з. д. | Северный Ледовитый океан    | Чукотское море |
| 66°34′ с. ш. 164°38′ з. д. | США                         | Аляска (полуостров Сьюард) |
| 66°34′ с. ш. 163°44′ з. д. | Северный Ледовитый океан    | Залив Коцебу |
| 66°34′ с. ш. 161°56′ з. д. | США                         | Аляска — проходит через озеро Селавик |
| 66°34′ с. ш. 141°00′ з. д. | Канада                      | Юкон Северо-Западные территории — от 66°34′ с. ш. 133°36′ з. д., проходит через Большое Медвежье озеро Нунавут — от 66°34′ с. ш. 115°56′ з. д.                                                   |
| 66°34′ с. ш. 82°59′ з. д. | Канада                      | Залив Фокс, Нунавут |
| 66°34′ с. ш. 73°25′ з. д. | Канада                      | Нунавут (остров Баффинова Земля), проходит через озеро Неттиллинг |
| 66°30′ с. ш. 65°29′ з. д. | Канада                      | Нунавут (остров Баффинова Земля), проходит через национальный парк Ауюиттук |
| 66°34′ с. ш. 61°24′ з. д. | Атлантический океан         | Девисов пролив |
| 66°34′ с. ш. 53°16′ з. д. | Гренландия (Дания)          | проходит через фьорд Кангерлуссуак |
| 66°34′ с. ш. 37°00′ з. д. | Гренландия (Дания)          | проходит через Швайцерланд |
| 66°34′ с. ш. 34°09′ з. д. | Атлантический океан         | Датский пролив Гренландское море — от 66°34′ с. ш. 26°18′ з. д. |
| 66°34′ с. ш. 18°01′ з. д. | Исландия                    | Остров Гримсей |
| 66°34′ с. ш. 17°59′ з. д. | Атлантический океан         | Гренландское море Норвежское море — от 66°34′ с. ш. 12°32′ з. д. |

- Знак на острове Викинген, отмечающий полярный круг в Норвегии
- Полярный круг на острове Гримсей в Исландии
- Знак Северного полярного круга у железной дороги Inland Line, Швеция
- Полярный круг на трассе «Кола» в Республике Карелия, Россия
- Знак полярного круга в  Ямало-Ненецком автономном округе
- Знак в Республике Саха (Якутия), Россия
- Знак в районе города Усинска, Республика Коми, Россия